# Loi 8 du beach soccer
La loi 8 du beach soccer fait partie des lois régissant le beach soccer, maintenues par l'International Football Association Board (IFAB). La loi 8 se rapporte au coup d’envoi et à la reprise du jeu.

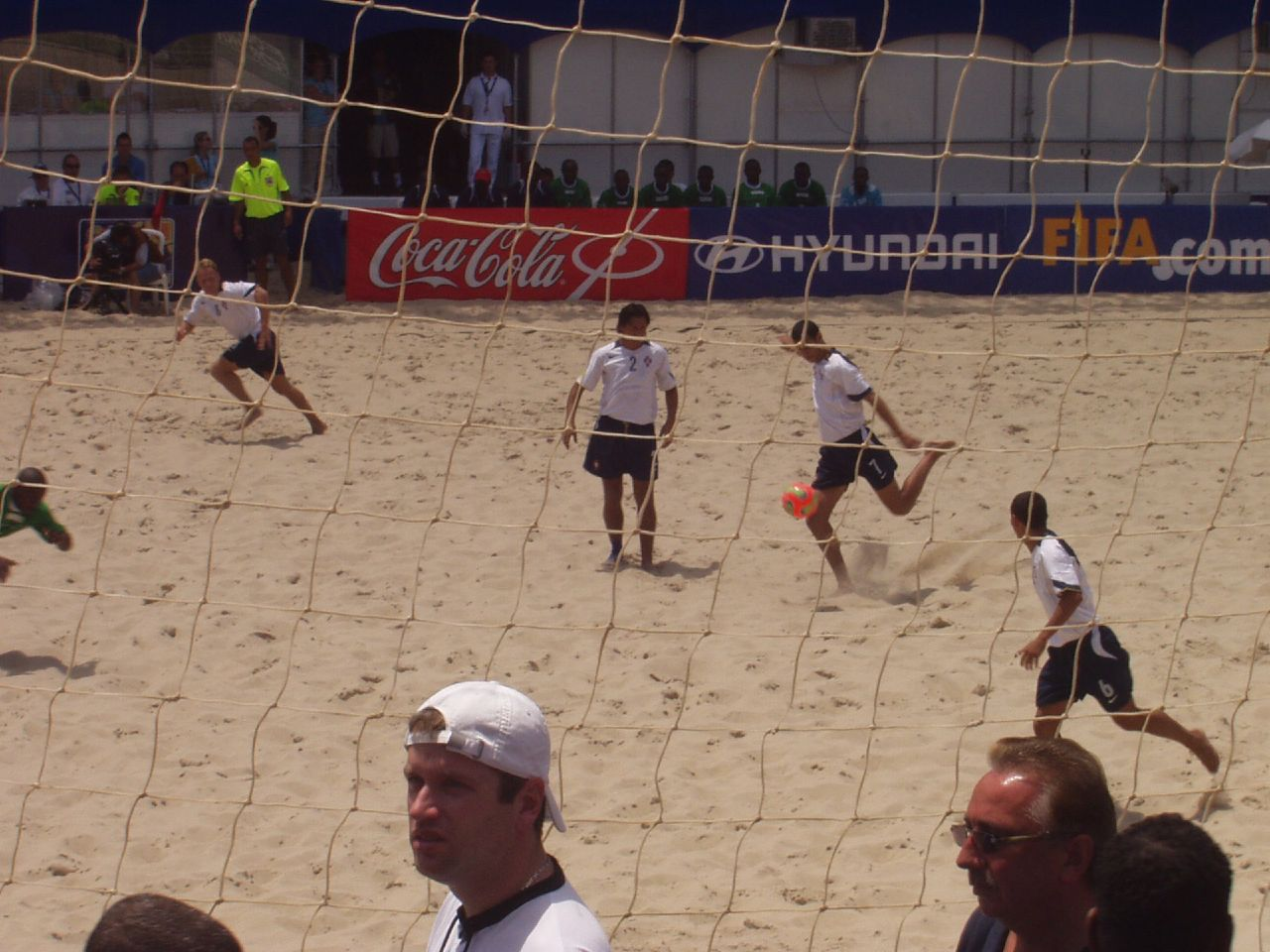
Reprise du jeu sur balle arrêtée.

## Règlement actuel

### Préliminaires
Avant le match, le choix des camps est déterminé par un tirage au sort, effectué au moyen d’une pièce de monnaie. L’équipe désignée par le sort décide soit de donner le coup d’envoi, soit de choisir la direction dans laquelle elle attaquera durant la première période.
Pour la seconde période, les équipes changent de camp et attaquent dans la direction opposée ; l’équipe qui n’a pas donné le coup d’envoi pour la première période le donnera pour la seconde.
Avant le début de la troisième période, une pièce de monnaie est de nouveau lancée en l’air et l’équipe désignée par le sort décide soit de donner le coup d’envoi, soit de choisir la direction dans laquelle elle attaquera. Si une prolongation est disputée, l’équipe qui n’a pas donné le coup d’envoi pour la troisième période le donnera pour la prolongation ; les équipes changent alors une nouvelle fois de camp et attaquent dans la direction opposée.

### Coup d’envoi
Le coup d’envoi est une procédure pour débuter ou reprendre le jeu au début de chaque période, après un but marqué, au début de la prolongation le cas échéant. Un but ne peut être marqué directement sur le coup d’envoi.

#### Exécution
Au moment du coup d'envoi :
- Tous les joueurs se trouvent dans leur propre moitié de terrain,
- les joueurs de l’équipe ne procédant pas au coup d’envoi doivent se tenir à une distance d’au moins 5 m du ballon tant qu’il n’est pas en jeu,
- le ballon doit être placé sur le point central imaginaire,
- l’arbitre donne le signal du coup d’envoi.

Le ballon est en jeu à partir du moment où il a été mis en mouvement vers l’avant, après quoi un autre joueur peut frapper le ballon0. Le joueur qui donne le coup d’envoi ne peut jouer le ballon une seconde fois avant que celui-ci n’ait été auparavant touché par un autre joueur. Lorsqu’un but est marqué, l’équipe contre laquelle le but a été marqué procède au coup d’envoi

#### Infractions et sanctions
Si le joueur qui a donné le coup d’envoi retouche le ballon avant qu’un autre joueur ne le touche, l’équipe adverse se verra accorder un coup franc direct qui sera tiré depuis le point central imaginaire. Pour toute autre infraction à la procédure du coup d’envoi, ce dernier doit être rejoué.

### Balle à terre
Après une interruption momentanée du match provoquée par une cause non prévue dans les Lois du Jeu, le match reprend par une balle à terre sous réserve que le ballon n’ait pas franchi la ligne de touche ou la ligne de but juste avant cet arrêt du jeu.
Un des arbitres laisse tomber le ballon au sol sur le point central imaginaire, le ballon est en jeu à partir du moment où il touche le sable.
La balle à terre doit être recommencée si le ballon est touché par un joueur avant d’être entré en contact avec le sable ou si le ballon quitte le terrain de jeu après avoir rebondi sur le sol sans qu’un joueur ne l’ait touché.